# لاوا کوسا
لاوا کوسا (به هندی: Lava Kusa) فیلمی محصول سال ۱۹۶۳ و به کارگردانی سی. پولیان سی.اس. رائو است. در این فیلم بازیگرانی همچون ن. ت. راما رائو، آنجلی دوی، کانتا رائو ایفای نقش کرده‌اند.